# Enrique Gabriel Meza
Enrique Gabriel Meza Brítez (Villa Elisa, 28 novembre 1985) è un calciatore paraguaiano, difensore del 3 de Noviembre.

## Palmarès

### Club

#### Competizioni nazionali
- Campionato paraguaiano: 1

Olimpia: 2011 (C)

#### Competizioni statali
- Copa do Nordeste: 1

Sport Recife: 2014
- Campionato Pernambucano: 1

Sport Recife: 2014